# Bernroth
Bernroth ist ein Gemeindeteil der Stadt Schlüsselfeld im Landkreis Bamberg (Oberfranken, Bayern). Bernroth liegt in der Gemarkung Untermelsendorf.

## Geografie
Die Einöde liegt in einer Waldlichtung und ist unmittelbar von Acker- und Grünland umgeben. Im Norden wie im Süden fällt das Gelände ab. Der Allbach entspringt im Wald nordwestlich des Ortes. Eine Anliegerstraße führt zur Staatsstraße 2262 bei Untermelsendorf (1,2 km südöstlich).

## Geschichte
1802 kam Bernroth an das Kurfürstentum Bayern. Im Rahmen des Gemeindeedikts (frühes 19. Jahrhundert) entstand die Ruralgemeinde Untermelsendorf, zu der Bernroth gehörte.
Am 1. Januar 1975 wurde die Gemeinde Untermelsendorf im Zuge der Gebietsreform in die Stadt Schlüsselfeld eingegliedert.